# Aurora (livro)
Aurora (em alemão:  Morgenröte) é uma obra de Friedrich Nietzsche, publicada em 1881. O livro é composto por 575 aforismos divididos em cinco livros. O próprio Nietzsche o resume em um prefácio datado de 1886:
"Então eu empreendi algo que não poderia ser da conta de todos: eu desci às profundezas: comecei a perfurar o fundo, comecei a examinar e minar uma antiga confiança, sobre o que, para alguns milhares de anos, nós, filósofos, estamos acostumados a construir, como no terreno mais sólido, — e a reconstruir sempre, embora até agora cada construção tenha desmoronado: comecei a minar nossa confiança na moralidade (…) em nós, no caso de você querer uma fórmula — auto superação da moralidade ".
O livro é um uma continuação de sua obra anterior (Humano, Demasiado Humano), pois Nietzsche expõe temas análogos com mais coerência e detalha um grande número de teses (amoralismo da existência, psicologia das crenças morais, erro da causalidade moral, supressão da ideia de punição, necessidade de reavaliar nossas ações e nossos sentimentos, etc.) que constituirão seus seguintes trabalhos (Além do bem e do mal e Genealogia da moral).